# Calamotropha aequilata
Calamotropha aequilata (лат.) — вид бабочек рода Calamotropha из семейства огнёвок-травянок (Crambidae). Китай, Хайнань.

## Описание
Молевидные бабочки средних размеров. Размах крыльев взрослой особи 15,0—16,0 мм. Calamotropha aequilata диагностируется по коричневыми передними крыльями с чёрным медиальным пятном у переднего угла ячейки; гениталиями самца - равносторонней вальвой с вершиной, вогнутой на задней 1/3, прямым фаллосом длиной примерно в 1,5 раза больше вальвы и везикой со скоплением разных по размеру шиповидных cornuti. Вид был описан китайскими энтомологами Вей-Чун Ли (Wei-Chun Li) и Хоу-Хун Ли (Hou-Hun Li) в 2012 году по материалам, собранным в Хайнани в Китае.